# Jeryl Prescott
Jeryl Prescott Sales (Washington D.C., 25 maart 1964) is een Amerikaanse actrice, filmregisseuse, filmproducente en scenarioschrijfster.

## Biografie
Prescott werd geboren in Washington D.C., en werd toen geadopteerd en groeide op in Hartsville (South Carolina).
Prescott begon in 2002 met acteren in de korte film Max, waarna zij nog meerdere rollen speelde in films en televisieseries. Zo speelde zij in onder andere The Walking Dead (2010-2012), Ray Donovan (2014) en Swamp Thing (2019).

## Filmografie

### Films
Uitgezonderd korte films.
- 2023 To Live and Die and Live - als Ummi (moeder)
- 2021 Resort to Love - als Naomi King
- 2020 Unpregnant - als Peg
- 2019 Loved To Death - als moeder
- 2019 Bolden - als Felicite Lamennais
- 2019 High Flying Bird - als Emera Umber
- 2018 Persephone: Pictures at the End of the World - als dr. Rodgers
- 2018 Her Only Choice - als Denise
- 2018 West of Hell - als Desdemona Lark
- 2018 Dead Women Walking - als Sarah
- 2018 Memphis Fire - als Tina-Jo
- 2014 Conflict of Interest - als mrs. Simmons
- 2016 Get a Job - als adjunct-schoolhoofd
- 2016 The Birth of a Nation - als Janice
- 2015 Kingmakers - als Lorraine Bradley
- 2014 Stand Down Soldier - als Stacy Armstrong
- 2013 Unlucky Charms - als DeeDee Deville
- 2012 H4 - als Northumberland
- 2009 The Life I Meant to Live - als Narvis
- 2009 Rx - als schoolhoofd Simmons
- 2008 Vacancy 2: The First Cut - als deputy 2
- 2005 The Skeleton Key - als mama Cecile
- 2003 The Epicureans - als ms. Tina Williams

### Televisieseries
Uitgezonderd eenmalige gastrollen.
- 2023 Ahsoka - als Aktropaw - 3 afl.
- 2023 All the Queen's Men - als rechter Martha Ross - 11 afl.
- 2019 Swamp Thing - als Madame Xanadu - 10 afl.
- 2019 Big Little Lies - als Cecilia - 2 afl.
- 2017 American Koko - als Syreena - 3 afl.
- 2014-2015 Film Lab Presents - als Madame Secretary - 5 afl.
- 2015 Powers - als Golden - 4 afl.
- 2014 Ray Donovan - als Cherry - 5 afl.
- 2014 American Koko - als Syreena Johnson - 2 afl.
- 2010-2012 The Walking Dead - als Jacqui - 6 afl.

### Filmproducente/Filmregisseuse
- 2014 Stand Down Soldier - film
- 2006 Multiple Choice - korte film

### Scenarioschrijfster
- 2014 Stand Down Soldier - film
- 2012 The Wedding - korte film
- 2006 Multiple Choice - korte film